# Roberto Asquini
Roberto Asquini (Udine, 7 settembre 1964) è un politico italiano, eletto deputato nel 1992 per la Lega Nord a 27 anni.

## Carriera politica
Rieletto a Montecitorio nel 1994, è stato sottosegretario di Giulio Tremonti al ministero delle finanze durante il governo Berlusconi I.
L'anno successivo è stato eletto al Consiglio comunale di Udine e alla fine del 1995, dopo alcuni contrasti, ha rifiutato la ricandidatura al Parlamento.
Subito dopo è stato fra i fondatori di Linea Retta.
È noto in Friuli-Venezia Giulia per aver promosso e fatto approvare la legge per la riduzione del prezzo della benzina, operativa da oltre un decennio, per i cittadini della regione.
Nel 1998 è stato eletto per la prima volta al Consiglio regionale del Friuli-Venezia Giulia, nelle liste di Forza Italia, ed è divenuto presidente della Commissione Bilancio. Nel 2003 è stato rieletto, divenendo vicepresidente dell'assemblea legislativa di Trieste. È stato presidente del Comitato esecutivo Regionale Friuli-Venezia Giulia dei Circoli della Libertà. Nel 2008 è stato ancora rieletto in Consiglio Regionale nelle liste del PdL e ha ricoperto l'incarico di Presidente del Gruppo misto durante tutta la legislatura.